# Kanton Cintegabelle
Cintegabelle is een voormalig kanton van het Franse departement Haute-Garonne. Het kanton maakte deel uit van het arrondissement Muret. Het werd opgeheven bij decreet van 13 februari 2014 met uitwerking op 22  maart 2015.

## Gemeenten
Het kanton Cintegabelle omvatte de volgende gemeenten:
- Aignes
- Caujac
- Cintegabelle (hoofdplaats)
- Esperce
- Gaillac-Toulza
- Grazac
- Marliac